# NGC 1998
NGC 1998 (również PGC 17434) – galaktyka soczewkowata (S0), znajdująca się w gwiazdozbiorze Malarza. Odkrył ją John Herschel 28 grudnia 1834 roku.